# Michel Darluc
Michel Darluc (n. Grimaud; 1717 - 1783) fue un médico y botánico francés.

## Biografía
Muy joven fue contratado como secretario de un príncipe alemán que lo acompañó en sus viajes durante numerosos años por Alemania, Italia, España. Estudiaría medicina en Barcelona durante dos años, y los continuó en Aix-en-Provence con anatomía humana, y botánica bajo la dirección del célebre Lieutaud, nieto de Garidel. Se muda a París para seguir las lecciones de química de Guillaume-François Rouelle (1703-1770), antes de instalarse en Callian. Fue exitoso con sus pacientes, y sería nombrado profesor de botánica en la Universidad de Aix, y aceptado gracias a Gibelin en la Academia de Marsella. Fundó el jardín botánico de Aix que se extendería sobre una parte del curso del St-Louis.
Explora la Provence, y se interesa sobre todo de la historia natural, recopilando las informaciones necesarias para publicar Histoire naturelle de la Provence, no hesitando de descender a las minas de carbón de Fuveau y de Gardanne. Los dos primeros tomos aparecen en 1782 y en 1784. Devenido completamente ciego, fallece en 1783 sin haber podido terminar su tercer tomo. Su amigo Gibelin se encarga de revisar el manuscrito y lo publica en 1786. El autor adopta para exponer la división de las circunscripciones que, según el, son tesituras de la naturaleza porsigo mismo. Realiza descripciones de los ensambles de la historia natural (geología, botánica...), de las actividades económicas (agricultura, pesca, minería...) y de la economía doméstica. Realiza numerosas críticas sobre la falta de higiene de las habitaciones con presencia de fumadores, y se alarma de la mortalidad infantil.
En el dominio de la botánica, rinde homenaje al aporte increíble de Carlos Linneo (1707-1778) : 

« es quien ha podido hacer los más grandes progresos en botánica, debiendo nosotros estudiar el sistema del célebre Linneo » (tomo I, p. 67).

 A propósito de la mandrágora que hasta pareciera poseer virtudes mágicas, nos dice que 

« la filosofía moderna nos a demostrado de todos nuestros errores humillantes para el espíritu humano »

 y reconoce que ciertas prácticas de todos los días como la utilización de hierbas con jusquiama, mora y mandrágora solo sirven a los que creen en la magia (tomo II p. 291/2). En efecto las solanáceas contienen alcaloides (hiosciamina, atropina, escopolamina) aún utilizadas en la farmacia y que provocan numerosos accidentes.
Pudo constatar que los problemas de incendio forestal en la región mediterránea dejan : « deestruye los cotos y les quita valor ; es negativo abatir y quemar pinos y cistes para preparar el suelo para sembrar la agricultura. Esas prácticas favorecen los incendios funestos que los vientos propagan a lo lejos... » (tomo III p. 281-282).